# Kuala Dewa
Kuala Dewa is een bestuurslaag in het regentschap Aceh Utara van de provincie Atjeh, Indonesië. Kuala Dewa telt 452 inwoners (volkstelling 2010).